# Ромитанский район
Ромитанский район (тума́н; узб. Romitan tumani / Ромитан тумани) — район в Бухарской области Узбекистана. Административный центр — город Ромитан.
В районе расположены 18 археологических, 5 архитектурных памятника и 4 достопримечательности культурного наследия Узбекистана. Самыми известными из них считаются: остатки древнего городища Ромитан, мазары Али Рамитани и Бобои Самоси и мост Чарыкулбая.

## История
Ромитанский район был образован в 1926 году. Первоначально назывался Рометанский район.

## Административно-территориальное деление
По состоянию на 1 января 2011 года, в состав района входят:
- 2 города районного подчинения:

1. Ромитан,
2. Газли.

- 3 городских посёлка:

1. Кокиштувон,
2. Хоса,
3. Юкори Газберон.

- 6 сельских сходов граждан:

1. Богитуркон,
2. Курган,
3. Кызыларват,
4. Ромитан,
5. Чилангу,
6. Шурча.

## Известные уроженцы
- Аминов, Немат Аминович (1937—2005) — народный писатель Узбекистана.